# トール川
トール川（トールがわ、トゥール川、トゥール・ゴル、モンゴル語: Туул гол, 英語: Tuul River）は、モンゴル国の中部から北部にかけて流れる川である。資料によってはトーラ川（トラ川、Tola River）ともいう。中国語では土拉河（拼音: tŭlā hé）。長さは704km、流域面積は49,840平方km。

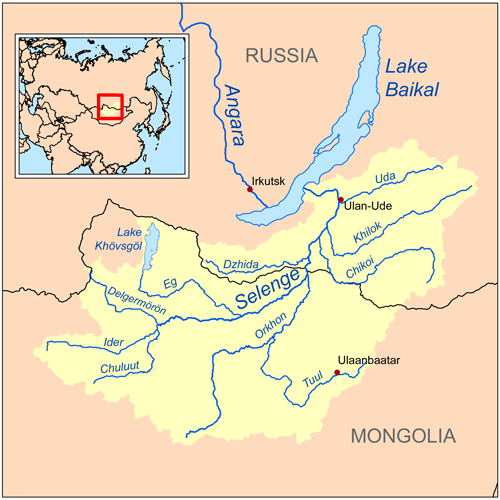
流域

「トゥール モンゴル語: Туул」とはモンゴル語で歩き渡ることを意味する。トール川はしばしばハタン・トゥール（Khatan Tuul、女王トゥール）とも呼ばれる。トール川は隋書の列伝第四十九・北狄伝の鉄勒の部分には「独洛河」の名で登場し、僕骨部、同羅部、韋紇部、抜野古部、覆羅部などの部族がいたとされる。元朝秘史では、ケレイト部の長トオリル（オン・ハン）が本拠とする「黒い森」がトーラ川沿いにあったと書かれ、チンギス・ハンはたびたびこの地を訪れ、後には征服している。

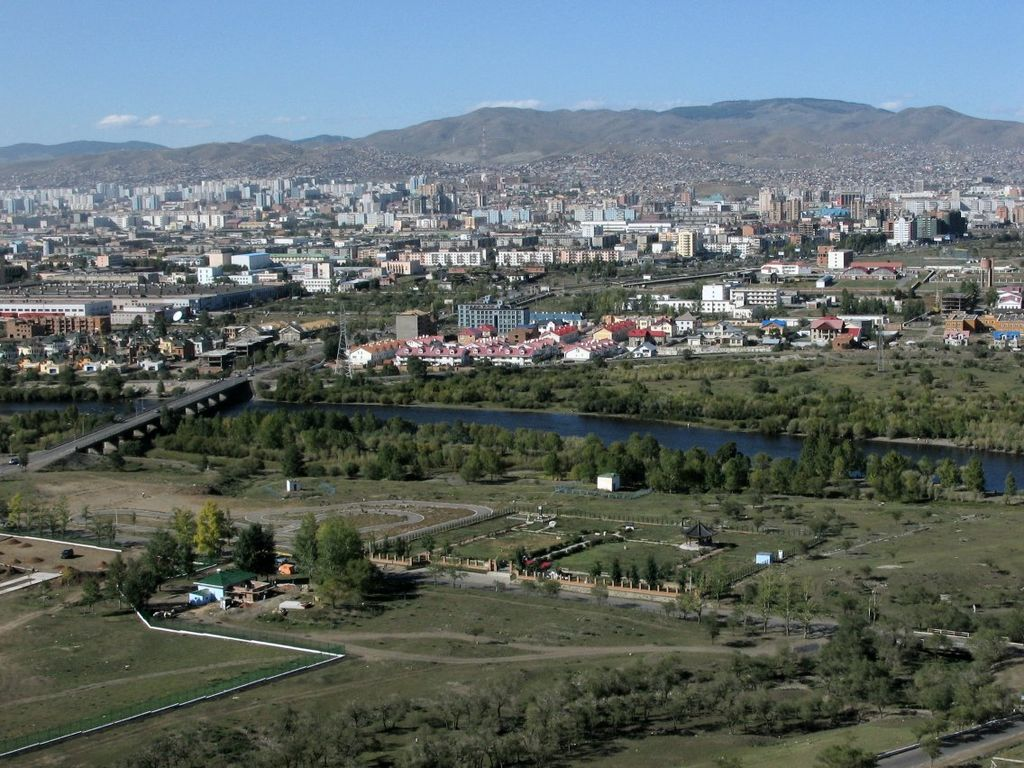
ウランバートル市街を流れるトール川。ザイサンの丘より眺める

トール川はヘンティー山脈にあるゴルヒ・テレルジ国立公園（Gorkhi-Terelj National Park）に発する。ヘンティー県から西のトゥブ県へ流れ、首都ウランバートルとフスタイン・ヌルウ国立公園（フスタイ国立公園、Khustain Nuruu National Park）を通り、北に向きを変えセレンゲ県、ボルガン県を経てオルホン川に注ぐ。オルホン川はセレンゲ川に合流してバイカル湖に注ぎ、さらにエニセイ川となって北極海に流れている。ウランバートル市街はトール川の河谷の北岸に広がっている。11月半ばから4月半ばまでは凍結している。草原を蛇行する川沿いの氾濫原にはヤナギの木々が育ち、川の中には絶滅が危惧されるチョウザメ類の魚などが住む。
トール川は、大都市ウランバートルや川沿いの集落が出す生活排水のほか、トゥブ県のザーマル地区などで開発される金鉱から出る重金属の排水などで汚染されている。